# Pygame
De bibliotheek pygame (geschreven zonder hoofdletter) is een vrije cross-platform bibliotheek voor het ontwikkelen van computerspellen in de programmeertaal Python. Het is gebaseerd op SDL waardoor het op allerlei platforms gebruikt kan worden. pygame is vrijgegeven onder de LGPL.

## Geschiedenis
De ontwikkeling van pygame begon in oktober 2000 door Pete Shinners met als doel de functionaliteit van SDL toegankelijk te maken via Python. Een motivatie hierbij was het benutten van de mogelijkheden van Python: in PySDL, een vergelijkbaar project, voelde de code volgens Shinners te veel aan als C-code (waar SDL in geschreven is).
De eerste versie, 0.1a, werd uitgebracht op 28 oktober 2000. Versie 1.0 volgde op 5 april 2001.

## Spellen gebaseerd op pygame
- Frets on Fire